# 欣德哈德
欣德哈德是德国莱茵兰-普法尔茨州的一个市镇。总面积4.36平方公里，总人口580人，其中男性307人，女性273人（2011年12月31日），人口密度133人/平方公里。